# IC 4436
IC 4436 ist eine elliptische Galaxie vom Hubble-Typ E1 mit aktivem Galaxienkern im Sternbild Bärenhüter am  Nordsternhimmel. Sie ist schätzungsweise 436 Millionen Lichtjahre von der Milchstraße entfernt und hat einen Durchmesser von etwa 130.000 Lichtjahren.
Im selben Himmelsareal befinden sich u. a. die Galaxien IC 1019, IC 1020, IC 4423, IC 4427.
Das Objekt wurde am 21. Juni 1895 von Stéphane Javelle entdeckt.